# Dysschema nigriventralis
Dysschema nigriventralis là một loài bướm đêm thuộc phân họ Arctiinae, họ Erebidae.